# Kevington
 (juin 2019).
Si vous disposez d'ouvrages ou d'articles de référence ou si vous connaissez des sites web de qualité traitant du thème abordé ici, merci de compléter l'article en donnant les références utiles à sa vérifiabilité et en les liant à la section « Notes et références ».
Kevington est une ville de l'état de Victoria, en Australie, plus précisément dans le comté de Mansfield. La rivière Goulburn traverse Kevington.

## Histoire
La ville a commencé comme étant une petite colonie en 1862 lorsqu'un certain JS Garrett a ouvert une brasserie sur la route reliant Jamieson à Gaffneys Creek . Lorsque de l’or a été découvert dans les mines Lucks All et Star Of The West, situées à proximité, la ville s’est étendue aux magasins, aux bouchers et aux résidences privées environnants. La ville a été arpentée et nommée Kevington. Finalement, la ville mourut et la ville voisine du nom de Mack's Creek prit le nom de Kevington. Le bureau de poste de Mack's Creek a ouvert ses portes le 1er novembre 1865 et a été renommé Kevington le 1er octobre 1884 avant sa fermeture en 1974.
Le Kevington Hotel se trouve actuellement sur le site de la brasserie originale de Garrett. Le Kevington Hotel a été récemment rénové.